# Matthew Star
Pour les articles homonymes, voir Matthew et Star.
Matthew Star (The Powers of Matthew Star, litt. « Les pouvoirs de Matthew Star ») est une série télévisée de science-fiction américaine en vingt-deux épisodes de quarante-cinq minutes, créée par Steven E. de Souza et diffusée entre le 17 septembre 1982 et le 15 avril 1983 sur le réseau NBC.
En France, elle est diffusée à partir du 6 janvier 1988 dans l'émission À fond la caisse sur La Cinq.
En 2002, elle est classée au vingt-deuxième de la liste des Cinquante pires séries télévisées de tout le temps (50 Worst TV Shows of All Time) dans le TV Guide.

## Synopsis
Venant de la planète éloignée Quadris, le jeune héritier du trône E’hawke (Peter Barton) est désormais protégé sous les yeux de son mentor D’Hai (Louis Gossett Jr.) sur Terre. Ils ont changé leur nom : Matthew Star et Walter « Walt » Shepherd pour mieux se faire passer pour un lycéen et un professeur de science. Ce dernier lui apprend à maîtriser ses pouvoirs, tels que télékinésie, clairvoyance et télépathie…

## Distribution
- Peter Barton (en) (VF : Olivier Destrez) : Matthew Star / E'Hawke
- Louis Gossett Jr. (VF : Régis Ivanov) : Walter « Walt » Shepherd / D'Hai
- Amy Steel (VF : Brigitte Aubry) : Pamela Elliot
- Chip Frye : Bob Alexander
- Michael Fairman (VF : Frédéric Girard) : Principal Heller
- John Crawford (VF : Laurent Hilling) : le général Tucker
- James Karen : le major Wymore

## Production

### Genèse et développement
La série est créée par Steven E. De Souza. Elle est développée par Daniel Wilson, Harve Bennett, Robert Earll et Allan Balter. Wilson, Bennett et Bruce Lansbury. Leonard Nimoy réalise l’épisode The Triangle. Walter Koenig écrit l’épisode Mother.
Pour le rôle-titre, Peter Barton est engagé parmi les acteurs, tels que Tom Cruise.
À l’origine, elle a pour titre The Powers of David Star. En 1981, la production change le titre et réécrit le scénario. Elle retarde, depuis que Peter Barton est hospitalisé pendant plusieurs mois. Lors du tournage, ce dernier est tombé vers l’arrière sur les équipements pyrotechniques et est gravement brûlé, tandis que Louis Gossett Jr. qui, attaché à une chaise, est tombé sur le jeune acteur, ce qui lui a sauvé.

### Tournage
Le tournage a lieu à Santa Clarita, en Californie, ainsi que dans les studios de Paramount.

### Fiche technique
Sauf indication contraire, les informations mentionnées dans cette section peuvent être confirmées par la base de données cinématographiques IMDb,  présente dans la section « Liens externes ».
- Titre original : The Powers of Matthew Star
- Titre français : Matthew Star
- Création : Steven E. de Souza
- Réalisation : Bruce Bilson, Bob Claver, Gunnar Hellström, Jeffrey Hayden, Paul Krasny, Guy Magar, Leslie H. Martinson, Leonard Nimoy, Ron Satlof…
- Scénario : Steven E. de Souza (22 épisodes, 1982-1983), Richard Christian Matheson (4 épisodes, 1982), Thomas « Tom » Szollosi (4 épisodes, 1982)…
- Photographie : Ken Lamkin (7 épisodes, 1982)…
- Musique : Michel Rubini (1982) et Denny Jaeger (1982) ; Johnny Harris (1983)
- Production : Harve Bennett, Steven E. de Souza et Daniel Wilson
- Production déléguée : Bruce Lansbury
- Sociétés de production : Daniel Wilson Productions ; Harve Bennett Productions (1982), Bruce Lansbury Productions (1983) et Paramount Television
- Sociétés de distribution : CBS Television Distribution
- Pays de production :  États-Unis
- Langue originale : anglais
- Format : couleur - monophonique
- Genre : science-fiction
- Nombre de saisons : 1
- Nombre d'épisodes : 22
- Durée : 45 minutes
- Dates de première diffusion :
  - États-Unis : 17 septembre 1982 sur NBC
  - France : 6 janvier 1988 sur La Cinq[1]

## Épisodes
1. titre français inconnu (Jackal)
2. titre français inconnu (Accused)
3. titre français inconnu (Daredevil)
4. titre français inconnu (Genius)
5. Prémonitions[7] (Prediction)
6. titre français inconnu (Italian Caper)
7. titre français inconnu (Winning)
8. titre français inconnu (Endurance a.k.a. Survival)
9. titre français inconnu (The Triangle)
10. titre français inconnu (Mother)
11. titre français inconnu (Experiment)
12. titre français inconnu (Fugitives)
13. titre français inconnu (Matthew Star, D.O.A.)
14. titre français inconnu (The Racer's Edge)
15. titre français inconnu (Dead Man's Hand)
16. titre français inconnu (36 Hours)
17. titre français inconnu (The Quadrian Caper)
18. titre français inconnu (Brain Drain)
19. titre français inconnu (The Great Waldo Shepherd)
20. titre français inconnu (Road Rebels)
21. titre français inconnu (Swords & Quests)
22. titre français inconnu (Starr Knight)